# Gabriel Baralhas
Gabriel Baralhas dos Santos, mais conhecido como Gabriel Baralhas (Botucatu, 10 de outubro de 1998), é um futebolista brasileiro que atua como volante. Atualmente, joga pelo Vitória, emprestado pelo Internacional.

## Carreira

### Antecedentes
Nascido em Botucatu, São Paulo, Gabriel começou sua carreira nas categorias de base da Botucatuense e no projeto social Paraná FC, antes de chegar às bases do Ituano em 2013, aonde foi promovido após disputar a Copa São Paulo de Futebol Júnior de 2017.
Sua primeira partida como profissional aconteceu em 15 de abril de 2017, entrando como titular em uma derrota em casa por 3–0 para a Ferroviária, pela Campeonato Paulista do Interior de 2017. Apenas atuando em apenas 2 jogos pelo Ituano, foi emprestado ao Guarani de Palhoça no meio do ano, aonde teve maior destaque com 13 partidas e marcando um gol.

### Retorno ao Ituano
Gabriel retornou ao Ituano no início do ano de 2018, após uma pequena passagem por empréstimo ao Guarani de Palhoça. Sua reestreia pelo clube aconteceu em 17 de janeiro, entrando como titular em uma vitória em casa por 3–1 sobre o São Caetano, pelo Campeonato Paulista de 2018. Seu primeiro gol pelo clube aconteceu em 28 de janeiro, em um empate fora de casa por 1–1 com o Santos.
Na segunda passagem pelo Ituano, fez 14 partidas e marcou dois gols.

### Atlético Paranaense
Em 2 de abril de 2018, foi acertado o empréstimo de Gabriel Baralhas ao Atlético Paranaense até o final da temporada. Mas disputou nenhuma partida oficial pelo clube, tendo mais atuações no sub-23 da equipe paranaense.

### Segundo retorno ao Ituano
Após uma pequena passagem pelo Atlético Paranaense, retornou ao Ituano para a temporada de 2019. Fazendo sua reestreia pelo clube em 21 de janeiro, entrando como titular em uma derrota em casa por 1–0 para o Grêmio Novorizontino, pelo Campeonato Paulista de 2019. Sendo titular absoluto no mesmo campeonato, assim como no ano passado.
Na sua terceira passagem pelo Ituano, fez 14 partidas e marcou nenhum gol.

### Bragantino
Em 3 de maio de 2019, foi oficializada a transferência de Gabriel ao Bragantino, por um contrato de empréstimo até o final da temporada. Sua estreia pelo clube aconteceu em 23 de julho, entrando como substituto em uma vitória em casa contra a Ponte Preta por 2–1, pela Série B de 2019.
Dessa vez, Gabriel não foi aproveitado pelo Bragantino, fazendo apenas 3 partidas e marcando nenhum gol.

### Terceiro retorno ao Ituano
Após uma curta passagem pelo Bragantino, Gabriel Baralhas retornou pela terceira vez ao Ituano para a temporada de 2020. Gabriel fez sua reestreia em 22 de janeiro, entrando como titular em uma derrota em casa por 4–0 para o Palmeiras, pelo Campeonato Paulista de 2020. Seu primeiro gol após seu retorno aconteceu em 5 de setembro, em um empate em casa por 2–2 com o São José-RS, pela Série C de 2020.
Em 30 de junho de 2020, Gabriel Baralhas renovou seu contrato com o Ituano até o fim de 2022. Pela sua quarta passagem pelo clube, fez 21 partidas e marcou um gol.

### Atlético Goianiense
Em 20 de outubro de 2020, foi oficializada a contratação por empréstimo de Gabriel Baralhas ao Atlético Goianiense, por um contrato até o final de 2021. Estreou pelo clube em 25 de outubro, entrando como titular em uma derrota em casa por 3–0 para o Palmeiras, pela Série A de 2020. Seu primeiro gol pelo clube goianiense aconteceu em 17 de abril de 2021, em uma vitória em casa por 3–1 sobre o CRAC, pelo Campeonato Goiano de 2021.

### Internacional
Em 26 de janeiro de 2023, o Internacional anunciou oficialmente a contratação de Baralhas.
Para tirar o jogador do Atlético-GO, o Inter desembolsou R$ 5 milhões por 60% dos direitos, a ser pago de forma parcelada. O Dragão manteve 40% em caso de negociação futura.
O volante assinou em definitivo com o Colorado até dezembro de 2025.

### Atlético Goianiense
Com atuações abaixo do esperado no Inter e perdendo espaço no time ao longo do ano, o Atlético-GO acertou o retorno de Baralhas por empréstimo até o fim da temporada 2023.

## Títulos
Ituano
- Campeonato Paulista do Interior: 2017

Atlético Paranaense
- Copa Sul-Americana: 2018

Bragantino
- Campeonato Brasileiro - Série B: 2019

Atlético Goianiense
- Campeonato Goiano: 2020, 2022, 2023[40] e 2024